# Connor Hawke (cómic)
Connor Hawke es un superhéroe ficticio de DC Comics que actuó como el segundo Green Arrow, creado por Kelley Puckett y Jim Aparo. En la continuidad posterior a Zero Hour, Connor es el hijo mayor de Oliver Queen, el Green Arrow original, y su exnovia de la universidad Sandra "Moonday" Hawke, lo que lo convierte en el heredero de Oliver de sus propiedades y el legado de Green Arrow. Connor Hawke apareció por primera vez en Green Arrow (volumen 2) #0 (1994).
La prominencia del personaje en los cómics de DC ha tenido altibajos en muchos puntos después de su breve mandato como reemplazo a tiempo completo de Oliver Queen. Durante una década, de 2011 a 2021, el personaje estuvo ausente en gran medida después de que DC intentara volver a hacer de Oliver Queen un hombre más joven y reintroducir su elenco secundario gradualmente como parte de su relanzamiento de The New 52, aunque continuaron apareciendo versiones del personaje en los cómics a través del multiverso y de universos paralelos. Con la iniciativa de la editorial Frontera Infinita en 2021, Connor volvió a un papel más prominente, reintroducido como el segundo Green Arrow y el hijo ilegítimo de Oliver. El editor también optó por poner mayor énfasis en los antecedentes multirraciales de Connor, como un superhéroe de ascendencia mixta europea, afroamericana y coreana, con su madre y su abuela coreana añadidas a su elenco de apoyo. La antología DC Pride 2022 confirmó que Connor es asexual.
Fuera de los cómics, aparecen múltiples versiones de Connor en el Arrowverso de The CW, donde Connor Hawke es el seudónimo de un hijo de John Diggle, interpretado por Joseph David-Jones.  Por separado, otra adaptación Connor en la misma serie involucra a Oliver, que descubre que tiene un hijo ilegítimo llamado William Clayton, quien aparece interpretado por Jack Moore en su versión joven y por Ben Lewis en su versión adulta en el futuro.

## Biografía ficticia

### Conociendo a Oliver Queen
Connor Hawke conoció a Oliver Queen después de que Oliver fuera a quedarse en el ashram donde Connor había estado estudiando durante algunos años. Oliver, que se había retirado previamente al ashram décadas antes, en busca de paz después de matar accidentalmente a un criminal (en The Flash (Vol. 1) #217), regresó al ashram en circunstancias similares, atormentado por la idea de que había matado a su mejor amigo Hal Jordan, quien, en ese momento, se desempeñaba involuntariamente como anfitrión del supervillano Parallax. Gracias a Connor, que era un gran admirador de Green Arrow, Oliver pudo recuperar una apariencia de paz interior y aventurarse nuevamente en el mundo, especialmente después de numerosos atentados contra su vida.
Connor decidió viajar con Oliver y creó un disfraz similar al suyo. Connor se desempeñó como compañero de Oliver y también se reunió con Eddie Fyers, el exagente federal que actuó como una especie de abogado de Oliver. Fue durante este tiempo que Oliver se enteró de su conexión con Connor del fantasma de Hal Jordan: Connor era el hijo de Oliver, concebido durante los años universitarios de Oliver. Eddie Fyers ya había deducido esto, pero Oliver no se tomó bien la revelación. Posteriormente accedió a trabajar de incógnito en un grupo eco-terrorista llamado Eden Corps para el gobierno. La misión resultó fatal para Oliver, ya que su brazo estaba conectado a una bomba en un avión que se dirigía a Metrópolis. En lugar de poner en peligro a Metrópolis y negarse a permitir que le amputaran el brazo, se sacrificó para dejar que la bomba explotara lejos de la ciudad. Con su padre muerto, Connor decidió tomar el manto de Green Arrow y continuar el trabajo de su héroe.

### El nuevo Green Arrow
Connor continuó viajando con Eddie, acompañado en ocasiones por el mentor de artes marciales de Connor, el Maestro Jansen. Connor trató de encontrar su lugar no solo en el mundo de los héroes, sino también en el legado de Green Arrow. Similar a la amistad entre su padre y Hal Jordan, Connor se hizo rápidamente amigo del nuevo Green Lantern (Kyle Rayner), quien luchaba por estar a la altura de un legado. onnor también conoció a Canario Negro (Dinah Laurel Lance), el antiguo interés romántico de Oliver, quien le dio uno de los antiguos lazos de Oliver, que Connor usaría a partir de entonces (aunque la noticia de que Oliver había muerto había llevado a Black Canary, que ya sufría una serie de desgracias (pérdida de ingresos por la destrucción de su floristería y la pérdida de su habilidad sobrehumana) a la desesperación, finalmente terminó por su asociación con Oracle y ella era la agente de Oracle cuando finalmente conoció a Connor).
Además de hacer otros amigos como Robin (Tim Drake), también hizo enemigos importantes en el mundo de la lucha, incluido Silver Monkey, un asesino y miembro del culto de artes marciales Monkey Fist. Su primer encuentro resultó en una derrota decisiva para Connor, que también fue filmada y vendida clandestinamente. La estrecha victoria de Connor en una revancha resultó en una pérdida de prestigio para el culto de Monkey Fist y colocó a Connor en un camino que lo enfrentaría cara a cara con Lady Shiva, que se dice que es la asesina más letal del mundo. Durante la historia de Brotherhood of the Fist, las escuelas de Monkey Fist atacaron a varios artistas marciales de clase mundial que intentaban demostrar su valía y habilidad después de haber sido deshonrados por la pérdida del Silver Monkey. Bajo el alias "Paper Monkey", Shiva llegó a Gotham City, donde Connor se había aliado con Batman, Nightwing y Robin. El oponente final de Shiva fue Connor, quien era el objetivo principal del Monkey Fist. Aunque fue una competencia reñida y exigente, Shiva fue el vencedor, con Connor inconsciente e indefenso. Afortunadamente, el antiguo alumno de Shiva, Tim Drake, que le había salvado la vida durante un encuentro anterior, le pidió que no matara a Connor, cambiando una vida por otra. Después de advertir a Robin que usar el favor ahora significaba que desafiaría y mataría al niño maravilla cuando fuera mayor, se abstuvo de matar a Connor y se fue. Batman le advirtió a Connor que sería percibido como sobreviviente de una batalla con Shiva a través de su propia habilidad y, por lo tanto, sería un posible objetivo para cualquier luchador que se abriera camino hacia una batalla contra ella.
Connor también solicitó ser miembro de la JLA, reemplazando a su padre. En la fecha de su segunda entrevista, él solo salvó a la Liga de las manos de Key, derrotando a los robots de Key usando las antiguas flechas trucadas de su padre después de que Key hubiera destruido las suyas. Al final, noqueó a Key usando la flecha del guante de boxeo de marca registrada de su padre y fue aceptado como miembro de la JLA.
Más tarde sería utilizado por Batman como un "traidor" en la Liga en una estratagema para derrotar a la Banda de Injusticia de Lex Luthor. Connor dejó la Liga después, sintiendo que era más adecuado para el trabajo callejero y fuera de su elemento en las aventuras épicas de la Liga de la Justicia, aunque permaneció en estado de reserva. Durante este tiempo, también desarrolló una amistad con Kyle Rayner, el último Green Lantern, ocasionalmente contactando a Kyle en busca de ayuda si sentía que estaba lidiando con un problema que iba más allá de su conjunto de habilidades. Una misión única contra Eden Corps, la organización responsable de la muerte de Oliver Queen, vio a Connor formar equipo con Hal Jordan, un desplazado temporal, extraído desde el principio de su carrera como héroe, con los dos reflexionando sobre cómo nunca habían tenido la oportunidad de conocer a Oliver (como Hal era de un punto antes de que hubiera desarrollado sus estrechos vínculos con el arquero). Él y Eddie regresaron por un tiempo al ashram donde se crio Connor, aunque ambos regresaron a menudo al mundo exterior, ayudando a Robin en un momento en que su compañero de cuarto de la Academia Brentwood había sido atacado por un demonio, y nuevamente cuando Robin, el Spoiler y Batgirl intentaban proteger al padre de Robin de un antiguo culto.

### Regreso a la acción
Cuando Oliver regresó de entre los muertos, Connor dejó el ashram y lo localizó. Después de que Connor logra salvar a su padre del brujo Stanley Dover, Connor y Oliver se mudan juntos a Star City. Los dos viven con Mia Dearden, una fugitiva que Oliver ha acogido y entrenado como su nueva compañera Speedy. Desde que regresó a la vida de superhéroe, Connor ha sido gravemente herido dos veces, una por el villano llamado Onomatopoeia y otra por Constantine Drakon, pero continúa en su papel de héroe. Él es la voz de la razón para Oliver, y desde entonces los dos han formado una verdadera relación padre-hijo. Durante su recuperación del ataque de Onomatopeia, Oliver Queen y su antiguo compinche Roy Harper se fueron de viaje por todo el país para recuperar antiguas posesiones. Uno de ellos era una fotografía antigua que revelaba que Oliver había estado presente en el nacimiento de Connor, pero luego huyó de la responsabilidad de ser padre. Oliver ocultó este hecho a su hijo. Sin embargo, Connor ya supo la verdad hace años de su madre, y ya lo perdonó sin el conocimiento de Oliver.

### "Un año después"
Durante la historia de 2006 " Un año después ", se revela que Connor está en una isla con Mia Dearden y Oliver Queen mientras Oliver entrena para su regreso a Star City.
En noviembre de 2006, Connor protagonizó su propia miniserie de seis números, titulada Connor Hawke: Dragon's Blood. Fue escrito por Chuck Dixon con arte de Derec Donovan. Dixon declaró: "Una gran sorpresa conduce a cambios importantes en la vida de Connor, particularmente en lo que se refiere a su padre".
Al final de la miniserie Black Canary de Tony Bedard, Connor lleva a Sin, la hija adoptiva de Dinah, a un lugar seguro a pedido de Oliver. Después de la boda de Oliver y Canario Negro, Connor retoma el manto de Green Arrow después de que se cree que su padre ha sido asesinado una vez más. Junto con Dinah y Batman, Connor es una de las pocas personas que cree que Oliver sigue vivo. Sus sospechas se confirman cuando se revela que las Amazonas mantienen cautivo a Oliver, y Connor y Dinah deciden organizar un intento de rescate. Tras el rescate de Oliver, mientras la familia se reencuentra, Connor recibe un disparo en el pecho de miembros de la Liga de Asesinos manipulados por Shado. Después de llevar a Connor al hospital, Oliver se entera por Mia de que Connor ya sabía del abandono de su padre. Los médicos y Hal Jordan pueden salvarle la vida, pero la bala estaba cubierta con una toxina devastadora, lo que deja a Connor en un estado vegetativo persistente del que quizás nunca salga. Oliver está devastado al saber que es posible que su hijo nunca se despierte y que Connor lo perdonó hace años. Jura no volver a dejar a su hijo nunca más.
Sin embargo, después de que Oliver y Dinah regresan a casa después de casarse (el primer matrimonio es nulo, con un impostor haciéndose pasar por Oliver), las enfermeras que atienden a Connor son encontradas muertas y el propio Connor desaparecido. Oliver comienza una búsqueda para encontrar a su hijo desaparecido. Esta búsqueda lo lleva al Doctor Sivana, quien ha utilizado un parche neuronal para convertir a Connor en un dron sin sentido. Connor es rescatado por Oliver y regresado a su cama de hospital, donde finalmente despierta de su estado comatoso.
Sin embargo, después de su coma, Connor comienza a exhibir varios rasgos inusuales. Físicamente saludable, ahora está amnésico y no se da cuenta de todo lo que le sucedió antes de despertar (incluso de su vida como superhéroe) y no siente dolor en absoluto y exhibe un fuerte factor de curación, lo que obliga a Dinah a pedir ayuda externa.
Un breve examen de su estructura física, realizado por Batman y el Doctor Medianoche, revela cómo su ADN ahora está empalmado con el de Plastic Man, junto con varias otras alteraciones que explican completamente su nuevo factor de curación y su dolor actualmente muy alto. límite. Sin embargo, sus recuerdos regresan solo de manera fragmentaria y confusa, sin ninguno de los vínculos emocionales experimentados anteriormente, y su destreza con el tiro con arco estaba ausente. Para compensar su incapacidad para usar armas a distancia, Connor conserva su dominio de las artes marciales, mejorado por su factor de curación avanzado, capaz de cerrar heridas de bala en cuestión de segundos.

### "Blackest Night" y regreso
Durante la historia de 2009-2010 "Blackest Night" , Connor viaja a Ciudad Costera y se enfrenta a Oliver después de ser transformado en un Black Lantern por Nekron. Connor una vez más toma el manto de Green Arrow. Durante su batalla, Oliver se burla de Connor diciéndole que siempre lo odió porque le recordaba la edad que tenía. Connor duda en pelear con su padre, pero finalmente lo detiene rociándolo con nitrógeno líquido, congelándolo completamente. Después de la derrota de Oliver, Connor, Mia y Dinah se unen a la lucha contra los otros Black Lanterns.
Después de esto, Connor regresa a las ruinas de Star City (que había sido destruida justo antes de Blackest Night) y trata de ayudar a mantener el orden. Connor es abordado por Oliver, ahora un fugitivo después de haber asesinado a Prometheus, el villano que destruyó la ciudad en primer lugar. Oliver intenta hablar con su hijo, pero Connor afirma enojado que su batalla con su padre Black Lantern de alguna manera refrescó su memoria, y que ahora recuerda todas las cosas terribles que Oliver le había hecho. Cuando Oliver le dice a Connor que pensó que lo había perdonado, Connor afirma que ya no tiene la fuerza para perdonarlo por sus transgresiones. Aunque se niega a entregar a Oliver a la Liga de la Justicia, también se niega a ayudarlo y, en cambio, le dice que haga lo correcto por una vez en su vida.

### Frontera Infinita
Después del reinicio de DC Comics en 2011 de su continuidad, The New 52, las historias de Green Arrow volvieron a representar a un joven Oliver Queen, sin un hijo conocido.
Connor finalmente es presentado a la línea de tiempo post-Flashpoint como miembro de la Liga de las Sombras, una facción escindida de la Liga de Asesinos. Entra en un torneo de lucha organizado por la Liga de Lázaro, otra rama de los Asesinos. Se muestra que esta versión de Connor es un luchador altamente hábil y despiadado. Se confirma que es el hijo ilegítimo separado de Oliver Queen.
La antología DC Pride 2022 confirmó que Connor es asexual;"Connor es un personaje que varios fanáticos han interpretado como asexual durante décadas, ya que a menudo se ha alejado de los momentos o insinuaciones sexuales". La historia debut, titulada "Piensa en mí", fue creada por un equipo totalmente asexual formado por Ro Stein, Ted Brandt y Frank Cvetkovic.

## Etnicidad
Connor tiene ascendencia mixta asiática, africana y europea (su madre era de ascendencia mitad afroamericana y mitad coreana, mientras que su padre, Oliver, es de ascendencia europea), y originalmente fue representado con rasgos asiáticos, piel oscura y cabello rubio y los ojos. Sin embargo, esto no se ha mantenido de manera constante entre diferentes artistas y coloristas, y cuando se reinició la serie Green Arrow, el personaje se representó con rasgos europeos y piel clara (aunque una imagen de la infancia en la historia posterior de Archer's Quest lo mostraba con piel oscura). Las características originales de Connor se restauraron más tarde con la miniserie Dragon Blood de Dixon. Ahora parece tener una mezcla de rasgos faciales asiáticos y africanos, junto con el cabello rubio de su padre.
La versión Tierra 2 de Connor Hawke en New 52 se parece más a Roy Harper que a su contraparte anterior a "Flashpoint", con piel clara y cabello rojo.

## Poderes y habilidades
Connor no posee poderes, es simplemente un arquero experto (aunque no el natural que es su padre). Debido a su influencia, la mayoría del "equipo de flechas" ha comenzado a usar flechas puntiagudas regulares de manera constante. Sin embargo, seguirán utilizando flechas con truco cuando sea necesario.
Debido al entrenamiento de Connor en el ashram, puede imitar los estilos de lucha que presencia, aunque esta es una habilidad aprendida y no un poder metahumano. El escritor Chuck Dixon usó la historia de La Hermandad del Puño para establecer a Connor como uno de los mejores combatientes cuerpo a cuerpo del mundo, llegando incluso a luchar contra Lady Shiva hasta detenerlo, en una batalla por el título del Mundo. Artista marcial más letal. Un año después de Crisis infinita, Connor amplió su entrenamiento y, al igual que su padre y Mia, es capaz de manejar una espada con soltura.
Según la miniserie de 2007, Connor Hawke: Dragon's Blood, Connor posiblemente haya recibido cierta medida de inmortalidad, fuerza mejorada y velocidad al bañarse en la sangre de un dragón. Sin embargo, no se ha hecho ninguna mención de esto desde la miniserie.
Después de los eventos narrados en las series Green Arrow y Black Canary 2008, Connor está infectado con una neurotoxina que daña el cerebro y se empalma con ADN proveniente de Plastic Man y otras fuentes aún sin nombre; como resultado, queda en gran parte amnésico e incapaz de manejar un arco con la habilidad y la coordinación necesarias, pero se le otorga un factor de curación altamente efectivo y un umbral de dolor aún más alto. Sin embargo, su dominio de las artes marciales no está influenciado por su daño cerebral: de hecho, junto con sus poderes metahumanos recién descubiertos, esto lo convierte en un guerrero temido, casi incapaz de ser disuadido por el dolor y las heridas. Durante la batalla con Oliver durante Blackest Night, se demuestra que Connor es muy hábil en el uso de shuriken japonés. Después de Blackest Night, Connor recuperó sus recuerdos.
Se muestra que la versión post-Flashpoint de Connor es un combatiente cuerpo a cuerpo altamente calificado, considerado un rival para Damian Wayne y capaz de luchar contra múltiples oponentes simultáneamente. Él es al menos hábil con el tiro con arco.

## Otras versiones

### DC Animated Universe Comics
Connor Hawke aparece en Adventures in the DC Universe #13 y #16.

### Tierra-16
La versión Tierra-16 del personaje aparece en The Multiversity: The Just # 1 (diciembre de 2014). Es hijo de Oliver Queen y padre de Arrowette. Es miembro de la Liga de la Justicia.

### Injustice
En el cómic relacionado con Injustice: Dioses entre nosotros, Canario Negro la nombra a ella y al hijo de Oliver, Connor. Doctor Fate llevó a Canario Negro y a su hijo a un universo paralelo luego de la muerte de Green Arrow, donde la contraparte del primero murió hace mucho tiempo y Oliver Queen retiró su papel de Green Arrow y se convirtió en un recluso. Después de conocer a Canario Negro, el suplente Oliver decide criar a Connor como su hijo con la madre del bebé. En Injustice 2, se revela que Canario Negro, Tierra Prima Green Arrow y Connor regresaron al universo original de Connor y Dinah después de la caída del régimen de Superman después de que Tierra Prima Superman derrotara a su contraparte corrupta. Canario Negro y Tierra Prima Green Arrow ayudan a Batman a combatir el crimen y reconstruir el mundo; el joven Connor muestra una excelente puntería como su difunto padre bajo la tutela de Tierra Prima Green Arrow y con el poder metahumano de su madre.

### Tierra 2
En 2011, "The New 52" reinició el universo DC. Una interpretación revisada de Connor Hawke aparece en la serie Tierra 2, que se desarrolla en un universo alternativo dentro del DC Comics Multiverso. En Earth 2 Annual # 1, un arquero llamado Red Arrow debuta y es reclutado para unirse al Ejército Mundial; se cree que se identifica con el nombre de Roy McQueen. Se revela que su nombre es Connor Hawke. Esta versión de Connor aparentemente es asesinada por monstruos desatados por las fuerzas invasoras del planeta Apokolips. La serie The New 52: Futures End muestra que un sucesor de Tierra 2 Red Arrow será Oliver Queen.

## En otros medios

### Televisión

#### Arrowverso
- Un personaje conocido como "Connor Hawke" apareció en los episodios de la primera temporada de Legends of Tomorrow "Fail-Safe" y "Star City 2046", interpretado por Joseph David-Jones. Él es la versión Tierra-16 de John Diggle, Jr y el hijo de la contraparte Tierra-16 de John Diggle. Aparece como Green Arrow en Star City. Culpándose a sí mismo por la muerte de su padre, se siente indigno de su nombre y en su lugar toma el alias de Connor Hawke. Se convierte en el nuevo Green Arrow después de creer que Tierra-16 Oliver había muerto e intenta defender la ciudad del nuevo Deathstroke, Tierra-16 Grant Wilson. Después de derrotar juntos a Deathstroke, él y Oliver se asocian para reconstruir Star City.[33] En el crossover "Crisis on Infinite Earths", se establece retroactivamente que esta realidad no es el futuro de Tierra-1 sino Tierra-16.[34]
- La séptima temporada de Arrow presenta flashforwards que tienen lugar en 2040 y presenta a Connor Hawke, una vez más interpretado por Joseph David-Jones. Sin embargo, esta versión no es John Diggle, Jr., sino el hijo de Ben Turner, posteriormente adoptado por John Diggle y Lyla Michaels.[35][36] Es un agente de Knightwatch, que se describe como una "buena versión de A.R.G.U.S.",[37] y trabaja junto a Mia Smoak, la hija de Oliver y Felicity.[38] La octava temporada revela que Connor Hawke tiene un hermano separado llamado John Diggle Jr. (interpretado por Charlie Barnett), quien es el líder de Deathstroke Gang.
- En Arrow, Oliver engendró a su hijo ilegítimo, William Clayton, con su compañera de clase en la universidad Samantha Clayton. El personaje se presenta más tarde en su spin-off The Flash, como un preadolescente interpretado por Jack Moore. Después de la muerte de Samantha, Oliver acoge a su hijo y le proporciona a William una familia después de casarse con Felicity Smoak. Los flashforwards de la séptima temporada presentan a un William adulto (interpretado por Ben Lewis ) que se une a un grupo de justicieros, incluida su media hermana Mia, para salvar Star City de la compañía Galaxy One. Se muestra que el adulto William es abiertamente gay, el hecho de que su padre y su madrastra lo saben desde hace años desde que era un adolescente.

### Videojuegos
- Un personaje llamado Connor Lance-Queen apareció en Injustice 2. Es hijo de Green Arrow y Canario Negro. Él y sus padres regresan a su mundo original para que Canario Negro y Green Arrow puedan ayudar a Batman con una niñera cuidando a Connor mientras sus padres luchan contra la Sociedad y las fuerzas de Brainiac. En el final para un jugador de Black Canary, descubre que Connor ha heredado su grito sónico, lo que le permite luchar contra las fuerzas de Brainiac que lo atacan, lo que indica que es un metahumano como su madre Connor también hace un cameo en Harley Quinn's Ending, donde se le muestra en el fondo con sus padres mientras Harley pasa tiempo con su hija Lucy (bajo la apariencia de la tía de Lucy, ya que Lucy no sabe que Harley es su madre biológica).